# صمد خورشید
صمد خورشید (۱۲۹۰–۱۳۶۵ه.ش.) یکی از بزرگ‌ترین مجموعه‌داران تمبر ایران در عرصه بین‌المللی بود. کلکسیون وی با نام تمبرهای شیر و خورشید اولیه ایران در نمایشگاه جهانی تمبر پاریس ۱۳۵۴ به عنوان بهترین مجموعه شناخته شد و در بین صدها شرکت‌کننده موفق به دریافت جایزه بزرگ "Grand Prixd’Honneur" گردید. این بالاترین مقام در سطح جهانی است که هر سال به مجموعه‌داران تمبر اعطا می‌شود.
صمد خورشید یکی از اعضای اتاق بازرگانی تهران بوده است.